# Пол Гравет
Пол Гравет (енгл. Paul Gravett) је лондонски новинар, кустос, критичар и публициста који се бави издавањем, промоцијом и истраживањем стрипа одд почетка 1980-их. Писац је светски запажених књига о стрипу, преведених на више језика.
Оснивач је магазина Искејп, сарадник угледне периодике и директор лондонског фестивала „Комика“.

## Биографија
Каријеру је започео 1981. када је држао штанд „Брза књижевност“ на двомесечним стрипским сајмовима у лондонском Вестминстер Холу. Гравет је позвао уметнике да му шаљу своје кућне стрипове, да би их он продавао на штанду „Брзе књижевности“, а сви приходи би ишли ствараоцима. Његова улога на британској независној стрипској сцени приказана је у стрипу Едија Кембела „Alec“, у којем је Гравет назван „Човек на раскршћу“.
Гравет је 1983. покренуо магазин Искејп (Escape) са Питером Стенберијем, са намером да прикажу најбоље од алтернативних стрипара тог доба. Под етикетом „Искејп Паблишинг“ допринео је објављивању Violent cases Нила Гејмена и Дејва Мекина, три тома „Алека“ Едија Кембела од 1984. до 1986, као и London's Dark Џејмса Робинсона и Пола Џонсона 1988. године.
Часопис је трајао 19 бројева пре него што престао да излази 1989. године. Комикс Џурнал је изјавио за Искејп: "Ова сада угашена лондонска антологија остаје као један од најнепрежељанијих стрипова свих времена, не само због своје огромне историје превођења европских стрипова, већ просто зато што је увек била добра на толико разних начина."
Од 1992. до 2001, Гравет је био директор британске добротворне установе Картун Арт Траст, посвећене очувању и промоцији најбољих британских стрипова и карикатура, као и оснивању Музеја стрипске уметности, са галеријом, архивом и референтном библиотеком.
Пише месечну колумну о стрипу за магазин Комикс Интернешенел у Великој Британији. Писао је за различиту периодику, укључујући Гардијан, Комикс Џурнал, Комик Арт, Комикс Интернешенел Тајм Аут, Блупринт, Нио, Букселер, Дејли Телеграф и Дејзд & Конфјузд.
Гравет је аутор и више значајних књига о стрипу, а такође је коуредник антологије политичког стрипа Ctrl.Alt.Shift Unmasks Corruption.
Води стрипски фестивал „Комика“ у Лондону и усмерава бројне пратеће догађаје, попут такмичења „Кратка цртана прича“, у сарадњи са листом Обсервер.

### Истраживање српског и југословенског стрипа
Гравет је најбољи британски познавалац југословенског стрипа. Ову област је почео публицистички и критички да прати у првој половини 1980-их, прво преко часописа Ју стрип и опуса Зорана Јањетова.
У књизи коју је приредио 1001 стрип који морате прочитате пре но што умрете (2011), која је преведена на више језика, увршћено је неколико аутора Западног Балкана: Данијел Жежељ, Игор Кордеј, Томаж Лаврич, Андрија Мауровић, Ненад Микалачки Ђанго, Јулио „Јулес“ Радиловић, Саша Ракезић („Александар Зограф“), Звонимир Фуртингер... Такође, годишња листа најбољих међународних стрипова коју Гравет прави са сарадницима, укључујући и лондонског публицисту и уредника Живојина Тамбурића, редовно прати и издања из нашег региона.
Гравет је и писац предговора капиталном критичком лексикону Стрипови које смо волели: избор стрипова и стваралаца са простора бивше Југославије у XX веку чији су аутори Живојин Тамбурић, Здравко Зупан и Зоран Стефановић, 2011. године.
Био је специјални гост Међународног салона стрипа у Београду 2011, где је одржао предавање о историји британског стрипа и промовисао књиге 1001 стрип који морате прочитате пре но што умрете и Стрипови које смо волели.